# Coupe de Tunisie de football 1983-1984
Navigation
Coupe de Tunisie 1982-1983 Coupe de Tunisie 1984-1985
La coupe de Tunisie de football 1983-1984 est la 28e édition de la coupe de Tunisie depuis 1956, et la 53e en tenant compte des éditions jouées avant l'indépendance. Elle est organisée par la Fédération tunisienne de football.
L'Avenir sportif de La Marsa, finaliste de l'édition précédente de la coupe, se rattrape aux dépens du Club sportif sfaxien, qu'il avait déjà défait en finale lors de l'édition 1977.

## Résultats

### Premier tour éliminatoire
Il concerne les 42 clubs de seconde division. Trente clubs sont qualifiés par tirage au sort et douze se rencontrent le 30 octobre 1983 pour en qualifier six.
- Club olympique des transports - Étoile sportive de Béni Khalled : 1 - 0
- Sporting Club de Ben Arous - Étoile sportive de Métlaoui : 5 - 0
- Club sportif hilalien - Badr sportif d'El Aïn : 4 - 1
- Club olympique de Sidi Bouzid - Progrès sportif de Sakiet Eddaïer : 2 - 1
- Club sportif de Menzel Bouzelfa - Union sportive de Bousalem : 1 - 2
- El Makarem de Mahdia - Oasis sportive de Kébili : Forfait

### Deuxième tour éliminatoire
Les matchs suivants sont joués le 4 décembre 1983 :
- El Makarem de Mahdia - Club sportif de Korba : 2 - 1
- Union sportive de Bousalem - Club sportif de Makthar : 1 - 0
- Club olympique de Sidi Bouzid bat La Palme sportive de Tozeur
- Club olympique des transports - Olympique de Médenine : 4 - 0
- Avenir sportif de Gabès - Club sportif hilalien : 2 - 1
- Stade nabeulien - Sporting Club de Ben Arous : 4 - 2
- Grombalia Sports - Club sportif de Bembla : 1 - 0
- Avenir populaire de Soliman - Olympique de Béja : 1 - 0
- Enfida Sports - Association Mégrine Sport : 1 - 0
- Vague sportive de Menzel Abderrahmane - Olympique du Kef : 1 - 0
- Association sportive de Djerba - Jeunesse sportive d'El Omrane : 2 - 1
- STIA Sousse - Espoir sportif de Hammam Sousse : 0 - 0 (puis t. a. b.)
- El Gawafel sportives de Gafsa-Ksar - Étoile sportive de Radès : 0 - 2
- Club sportif des cheminots - El Ahly Mateur : 2 - 1
- Croissant sportif de Redeyef - Océano Club de Kerkennah : 3 - 1
- Étoile sportive du Fahs - Mine sportive de Métlaoui : 2 - 1
- Association sportive de Mahrès - Jendouba Sports : 3 - 0
- Association sportive Ittihad - Stade africain de Menzel Bourguiba : 0 - 3

### Troisième tour éliminatoire
- El Makarem de Mahdia - Union sportive de Bousalem : 2 - 1
- Club olympique de Sidi Bouzid - Vague sportive de Menzel Abderrahmane : 0 - 0 (t. a. b. : 3 - 4)
- Avenir sportif de Gabès - Club olympique des transports : 0 - 1
- Étoile sportive de Radès - Stade nabeulien : 1 - 0
- Grombalia Sports - Avenir populaire de Soliman : 1 - 0
- STIA Sousse - Enfida Sports : 1 - 0
- Association sportive de Djerba - Club sportif des cheminots : 1 - 3
- Association sportive de Mahrès - Étoile sportive du Fahs : 1 - 0
- Stade africain de Menzel Bourguiba - Croissant sportif de Redeyef : 2 - 0

### Représentants des ligues régionales
- Club sportif de Sakiet Ezzit (ligue du Sud)
- El Baâth sportif de Béni Khiar (ligue du Cap Bon)
- Stade sportif gafsien (ligue du Sud-Ouest)
- Union sportive de Ben Guerdane (ligue du Sud-Est)
- Association sportive de Ghardimaou (ligue du Nord-Ouest)
- Club sportif de Hiboun (ligue du Centre-Est)
- Association sportive de l'Ariana (ligue de Tunis)
- Association sportive de Menzel Jemil (ligue du Nord)
- Croissant sportif d'Akouda (ligue du Centre)

### Seizièmes de finale
Trente deux équipes participent à ce tour, les neuf qualifiés du tour précédent, neuf représentants des ligues régionales et les quatorze clubs de la division nationale. Les matchs sont joués le 12 février 1984.
| Équipe 1                       | Équipe 2                              | Score 90' | Score 120' | Tirs au but |
| ------------------------------ | ------------------------------------- | --------- | ---------- | ----------- |
| Avenir sportif de La Marsa     | Stade sportif sfaxien                 | 2 - 0     |            |             |
| Croissant sportif d'Akouda     | Stade africain de Menzel Bourguiba    | 0 - 1     |            |             |
| El Baâth sportif de Béni Khiar | Espérance sportive de Tunis           | 0 - 1     |            |             |
| Club olympique des transports  | Club sportif de Sakiet Ezzit          | 9 - 0     |            |             |
| Étoile sportive de Radès       | Association sportive de Menzel Jemil  | 0 - 1     |            |             |
| Club africain                  | Stade soussien                        | 6 - 0     |            |             |
| Grombalia Sports               | Vague sportive de Menzel Abderrahmane | 2 - 0     |            |             |
| Jeunesse sportive kairouanaise | Club athlétique bizertin              | 0 - 2     |            |             |
| Stade tunisien                 | Association sportive de Ghardimaou    | 3 - 0     |            |             |
| Club sportif des cheminots     | Union sportive monastirienne          | 1 - 1     | 3 - 1      |             |
| Stade sportif gafsien          | Association sportive de Mahrès        | 1 - 0     |            |             |
| El Makarem de Mahdia           | Club sportif de Hiboun                | 3 - 0     |            |             |
| Club sportif sfaxien           | Association sportive de l'Ariana      | 3 - 1     |            |             |
| Club sportif de Hammam Lif     | Étoile sportive du Sahel              | 1 - 1     | 2 - 1      |             |
| Sfax railway sport             | STIA Sousse                           | 4 - 1     |            |             |
| Stade gabésien                 | Union sportive de Ben Guerdane        | 3 - 0     |            |             |

### Huitièmes de finale
| Date         | Équipe 1                    | Équipe 2                             | Score 90' | Score 120' | Tirs au but |
| ------------ | --------------------------- | ------------------------------------ | --------- | ---------- | ----------- |
| 11 mars 1984 | El Makarem de Mahdia        | Club africain                        | 0 - 0     | 0 - 0      | 1 - 4       |
| 11 mars 1984 | Stade gabésien              | Stade africain de Menzel Bourguiba   | 0 - 0     | 0 - 0      | 4 - 3       |
| 11 mars 1984 | Sfax railway sport          | Grombalia Sports                     | 0 - 0     | 0 - 0      | 3 - 1       |
| 11 mars 1984 | Avenir sportif de La Marsa  | Stade sportif gafsien                | 6 - 1     |            |             |
| 11 mars 1984 | Club athlétique bizertin    | Club sportif des cheminots           | 3 - 0     |            |             |
| 11 mars 1984 | Club sportif de Hammam Lif  | Club olympique des transports        | 1 - 1     | 1 - 1      | 5 - 4       |
| 11 mars 1984 | Espérance sportive de Tunis | Association sportive de Menzel Jemil | 2 - 0     |            |             |
| 11 mars 1984 | Club sportif sfaxien        | Stade tunisien                       | 2 - 0     |            |             |

### Quarts de finale
| Date          | Équipe 1                   | Équipe 2                    | Score 90' | Score 120' | Tirs au but |
| ------------- | -------------------------- | --------------------------- | --------- | ---------- | ----------- |
| 29 avril 1984 | Club sportif sfaxien       | Sfax railway sport          | 2 - 0     |            |             |
| 29 avril 1984 | Stade gabésien             | Espérance sportive de Tunis | 1 - 0     |            |             |
| 29 avril 1984 | Club sportif de Hammam Lif | Avenir sportif de La Marsa  | 0 - 1     |            |             |
| 29 avril 1984 | Club africain              | Club athlétique bizertin    | 2 - 0     |            |             |

### Demi-finales
| Date        | Équipe 1                   | Équipe 2             | Score 90' | Score 120' | Tirs au but |
| ----------- | -------------------------- | -------------------- | --------- | ---------- | ----------- |
| 20 mai 1984 | Club africain              | Club sportif sfaxien | 0 - 1     |            |             |
| 20 mai 1984 | Avenir sportif de La Marsa | Stade gabésien       | 0 - 0     | 2 - 0      |             |

### Finale
| Date        | Équipe 1                   | Équipe 2             | Score 90' | Score 120' | Tirs au but |
| ----------- | -------------------------- | -------------------- | --------- | ---------- | ----------- |
| 5 juin 1984 | Avenir sportif de La Marsa | Club sportif sfaxien | 0 - 0     | 0 - 0      | 5 - 4       |

La rencontre est dirigée par l'arbitre Arbi Oueslati avec l'assistance de Rachid Ben Khedija et Habib Mimouni, alors que Abbes Mbazaïa est quatrième arbitre.
Les formations alignées sont :
- Avenir sportif de La Marsa (entraîneur : Ali Selmi) : Mohamed Tahar Ferjaoui - Mohamed Gasri (puis Montassar Neciri), Faouzi Guinoubi, Hassen Hicheri, Amor Jebali, Mohamed Ali Mahjoubi (puis Moneim Mezlini), Taoufik Maâroufi, Taoufik Jouini , Brahim El Ouefi, Samir Ben Messaoud, Faouzi Merzouki
- Club sportif sfaxien (entraîneur : Milor Popov) : Abdelwahed Abdallah - Ridha Lejmi, Chokri Cheikh-Rouhou, Habib Tounsi, Moncef Trabelsi, Slah Ayedi (puis Akram Dergaâ), Chokri Trabelsi (puis Hichem Grioui), Hammadi Agrebi, Badreddine Henchiri, Abbes Abbes, Foued Dergaâ

## Meilleurs buteurs
Seuls Faouzi Kastalli (quatre buts tous marqués conntre le Stade sportif gafsien) et Samir Ben Messaoud (trois buts), tous les deux de l'Avenir sportif de La Marsa, marquent plus de deux buts lors de cette édition.